# Les Baigneuses
Pour le tableau de Renoir, voir Les Baigneuses (Renoir).
Pour les articles homonymes, voir Les Baigneuses (homonymie).
Les Baigneuses est un tableau peint par Gustave Courbet en 1853. L'œuvre fait scandale au Salon de 1853 par son caractère résolument provocateur, Courbet ayant décidé de se démarquer de la production officielle par ses envois, dont cette œuvre. Le tableau est unanimement attaqué par la critique, pour la nature négligée de la scène, le caractère massif du nu en opposition avec les canons officiels. Acheté par le collectionneur et ami de Courbet Alfred Bruyas, cet achat permet à l'artiste de devenir indépendant financièrement et artistiquement. Le tableau fait partie des collections du musée Fabre de Montpellier.

## Description
Alors que l'on distingue à peine le ciel, deux femmes se tiennent au milieu d'une dense végétation : la première, sortant de l'eau, figure centrale et massive, vue de dos, les fesses en partie couvertes d'un linge blanc retenu d'une main, semble adresser un salut à la deuxième, assise : celle-ci est-elle en train de s'habiller — l'un de ses pieds est nu et sale — ou s'apprête-t-elle au contraire à se dévêtir ? Le premier plan du tableau — l'eau, la rive, les gros rochers, les herbes mêlées aux cailloux —, présente une zone jaune, sableuse, qui s'estompe dans l'ombre. Des détails apparaissent : les habits de la femme qui se tient debout sont accrochés aux branches d'un arbre à gauche ; à son oreille pend une boucle dorée et ses cheveux noirs sont ramenés en chignon. Le visage de la femme assise semble exprimer une sorte de gêne, ses joues sont roses, et tout en se tenant à une branche, elle exprime un geste.
La scène se déroule à la campagne aux bords d'un cours d'eau calme, sans doute durant l'été, il fait chaud, ces femmes souhaitent se rafraîchir.
L'artiste a peint en bas à droite sa signature sur un petit rocher, de même pour la date.

## Histoire du tableau

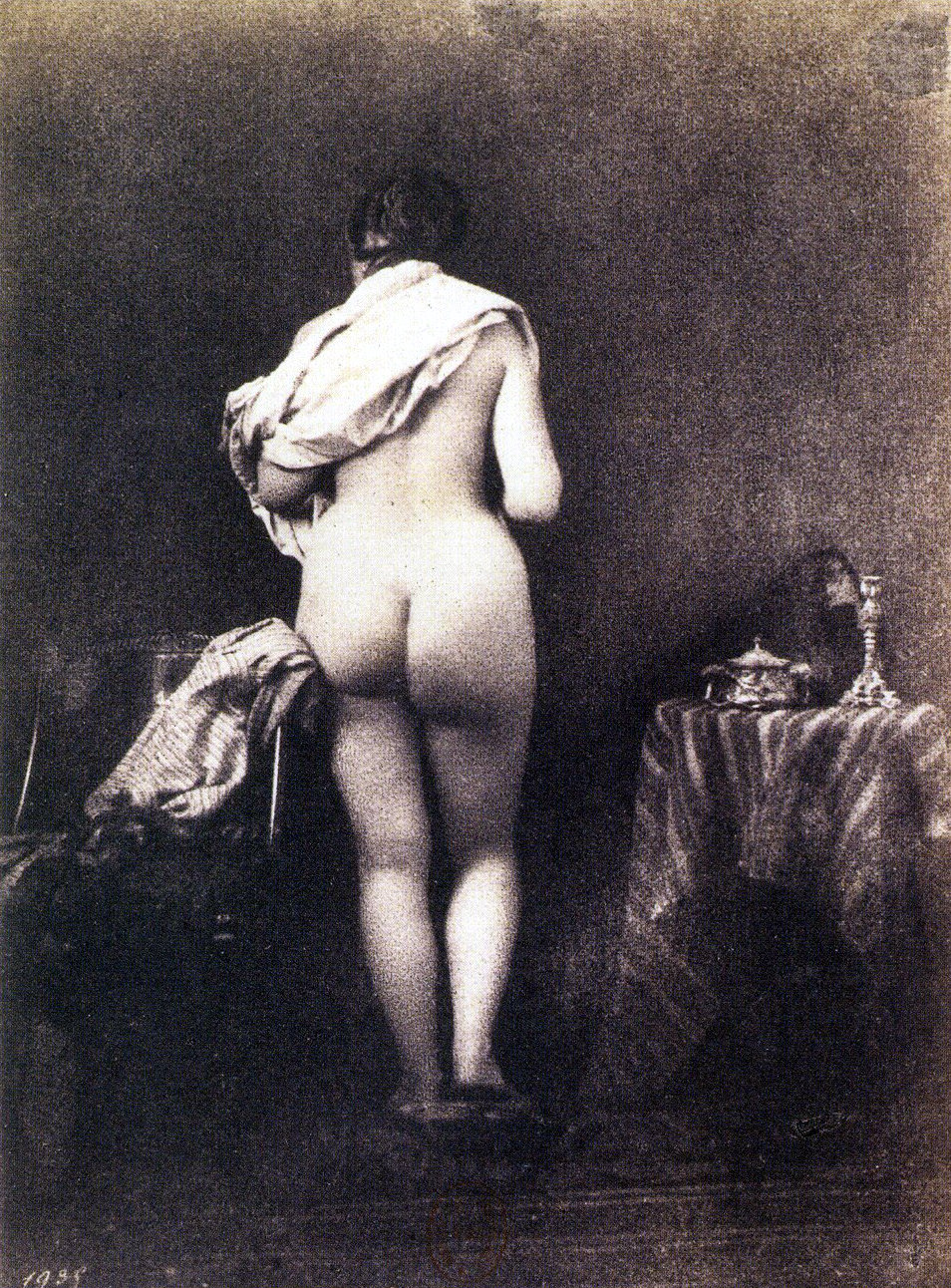
Étude d'après nature, nu no 1935 (1853) du photographe Julien Vallou de Villeneuve, dont Courbet s'est inspiré du cliché pour son modèle central.

Le peintre connaît enfin ses premiers succès en France, jusqu'en Belgique et en Allemagne. Certains notables du nouveau régime français, la Deuxième République, ont acheté ses œuvres. Médaillé, il n'est plus refusé d'exposer au Salon officiel de Paris. Depuis l'été 1852, il se met résolument au nu, mais ce n'est pas la première fois : on compte La Bacchante (1847 ?) et surtout La Blonde endormie (1849, collection particulière) qui présente un pied figuré de la même manière.
Vers le 13 mai 1853, Courbet, bientôt âgé de 34 ans, écrit ceci à ses parents : « Mes tableaux ont été reçus ces jours passés par le jury sans aucune espèce d’objection. J’ai été considéré comme admis par le public et hors de jugement. Ils m’ont enfin laissé la responsabilité de mes œuvres. J’empiète tous les jours. Tout Paris s’apprête pour les voir et entendre le bruit qu’ils feront. Pour Les baigneuses, ça épouvante un peu, quoique depuis vous j’y aie ajouté un linge sur les fesses. Le paysage de ce tableau a un succès général. »
Pourtant, l'œuvre va faire scandale au prochain Salon qui ouvre le 15 mai 1853. S'il n'en dit mot à ses parents, s'il se veut rassurant, rappelant ici la pudeur de ceux-ci, leur disant les avoir écoutés, et donc avoir recouvert en partie les fesses, il leur dit aussi, comme en mai 1852, qu'il compte faire parler de lui : il veut encore plus de succès (il « empiète » : c'est un terme de conquête territoriale). Il parle de peurs parmi les gens du Salon tout en disant que personne ne lui a rien objecté.

## Réception critique et impact
Le tableau, qui est très bien placé dans l'une des salles, à hauteur des yeux du public — ce qui n'est pas le cas de ses Lutteurs, l'autre nu de Courbet, pendant aux Baigneuses —, est unanimement attaqué par la critique, pour la nature négligée de la scène, le caractère massif du nu en opposition avec les canons officiels, ou plutôt de ce qui se pratiquait à cette époque : si l'on regarde un nu contemporain, par exemple exécuté par Ingres, le rendu n'est pas du tout le même. Si l'on regarde des femmes peintes dénudées dans la lignée des courants néoclassique et romantique, on observe en effet de grandes différences. Le problème ici n'est pas tant le nu en soi, que le traitement, le point de vue du peintre. Le critique et poète Théophile Gautier écrit dans La Presse du 21 juillet à propos des Baigneuses : « Figurez-vous une sorte de Vénus hottentote sortant de l’eau, et tournant vers le spectateur une croupe monstrueuse et capitonnée de fossettes au fond desquelles il ne manque que le macaron de passementerie ». Gautier convoque Vénus, figure mythologique personnifiant la Beauté, dans le sens classique, qu'il oppose ici à l'Afrique, au sauvage, à tout ce qui n'est pas selon lui civilisation ; il dit aussi que la nudité voilée finit par révéler, et donc géner, plus qu'elle ne dissimule. Le regard du critique exprime bien ce qui divise l'opinion, ailleurs Gautier parle de décadence, de laideur. On a ici également un problème de territoire mais au niveau visuel. 
Courbet brise ici les codes de représentation, la hiérarchie des genres et donc heurte le bon goût : on s'éloigne des nus idéalisés de Ingres ou de Louis David, on entre dans l'époque moderne. Il choisit de montrer des gens simples, de la campagne, des femmes qu'il connaît bien, celles de sa Franche-Comté. Ce côté terroir va également choquer l'opinion, celle des villes. Ce n'est pourtant pas la première fois que les artistes figurent la vie quotidienne rurale : les frères Le Nain faisaient de même au début du XVIIe siècle (ses paysans regardent le spectateur, ils posent), de même certains artistes de l'âge d'or de la peinture néerlandaise, sans parler des Flamands. Ce qui fait scandale ici c'est l'irruption de ce que l'opinion appelle le vulgaire dans un contexte sacralisant l'art, ce qui fait scandale ici c'est le format, demesuré, d'habitude réservé au religieux, aux divinités, aux grands portraits de princes. Et puis l'époque est profondément catholique ; l'industrialisation, l'embourgeoisement des villes, génèrent une nouvelle population qui à la fois rejette le monde rural et l'idéalise dans une sorte de vision panthéiste.
Dans une lettre polémique adressée, comme par provocation, à George Sand, et publiée dans L'Artiste le 2 septembre 1855, le critique Jules Champfleury, sur le point de rompre avec le peintre une première fois, se permet de citer le philosophe Pierre-Joseph Proudhon, qui, dans La Philosophie du progrès (1853) écrivait : « L'image du vice comme de la vertu est aussi bien du domaine de la peinture que de la poésie : suivant la leçon que l'artiste veut donner, toute figure, belle ou laide, peut remplir le but de l'art. […] Que le peuple, se reconnaissant à sa misère, apprenne à rougir de sa lâcheté et à détester ses tyrans ; que l'aristocratie, exposée dans sa grasse et obscène nudité, reçoive, sur chacun de ses muscles, la flagellation de son parasitisme, de son insolence et de sa corruption. […] Et que chaque génération, déposant ainsi sur la toile et le marbre le secret de son génie, arrive à la postérité sans autre blâme ni apologie que les œuvres de ses artistes ». Courbet et Proudhon sont du même coin de France, ils se connaissent. Mais ce texte révèle un malentendu dont Courbet s'extirpera plus tard : il ne veut pas passer sa vie à peindre le peuple des campagnes ou à heurter le bourgeois.
La toile est également caricaturée par le dessinateur Cham dans Le Charivari.
Avec ce tableau de la provocation, bientôt suivi par d'autres chefs-d'œuvre, Courbet prend la tête d'un courant qu'on appellera le réalisme. Il ouvre la porte de la peinture à la modernité, ce que saluera Charles Baudelaire.

## Provenance
Acheté pour la somme de 3 000 francs-or par le collectionneur Alfred Bruyas avec lequel Courbet va être ami et en qui il trouvera un mécène, cet achat permet à l'artiste d'affirmer son indépendance tant financière qu'artistique. 
Le tableau fait partie des collections du musée Fabre de Montpellier depuis 1868,.

## Radiographie

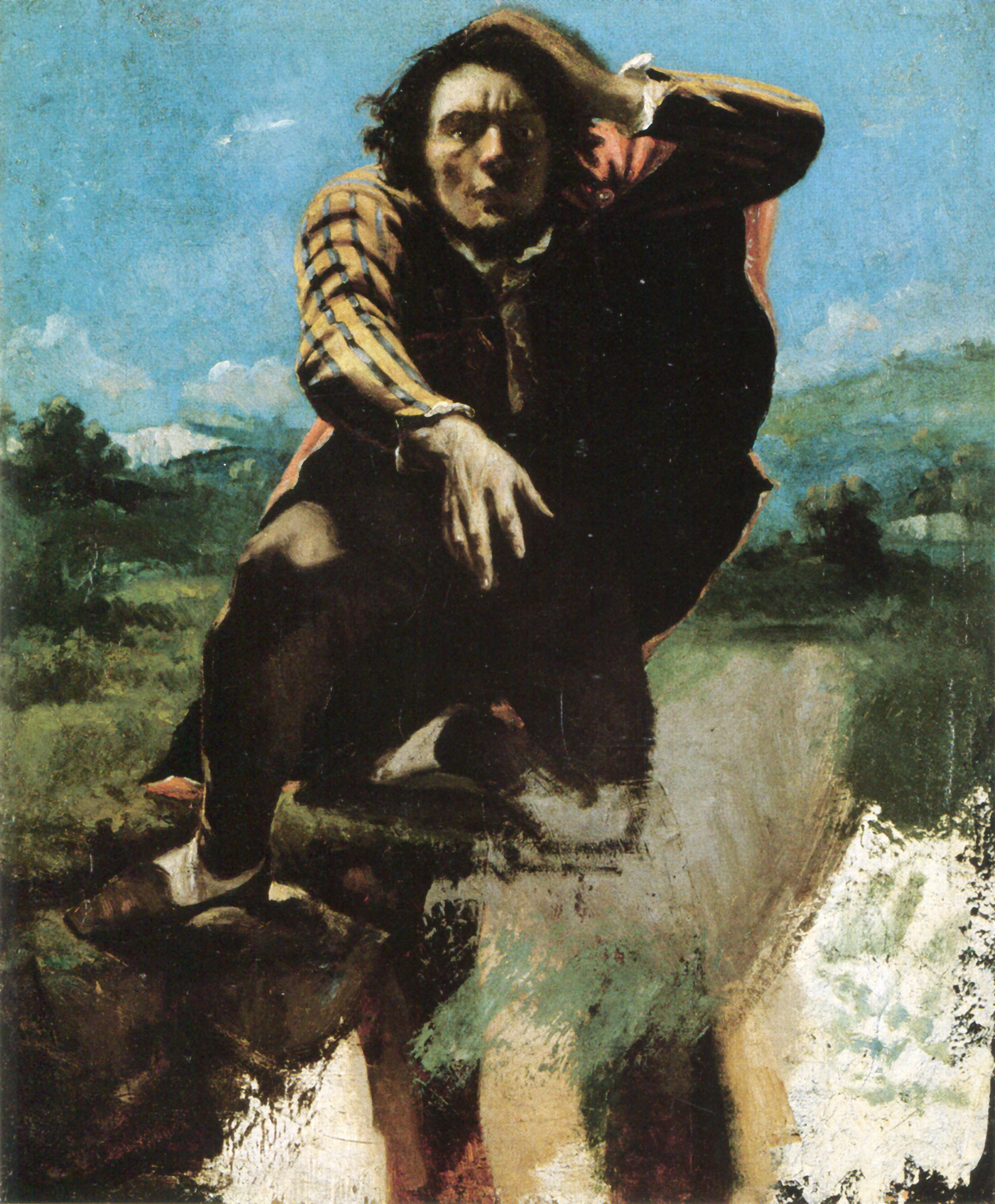
L'Homme rendu fou par la peur, esquisse inachevée et non signée, vers 1843-1846, Galerie nationale d'Oslo.

Le C2RMF en radiographiant cette toile a permis de révéler deux compositions antérieures. Courbet a donc réemployé la toile, ce qui n'est pas rare chez lui. La composition la plus ancienne montre une femme nue vue de face vers laquelle se dirige un personnage surgissant de la droite, sans doute un motif emprunté au thème de Persée délivrant Andromède que Courbet avait copié au musée. Cette scène est recouverte par un travail particulièrement abouti, avec dans la partie haute, un personnage grandeur nature, vêtu d'un costume rayé, le visage comme halluciné et la main dans les cheveux, se jetant dans un précipice où la mort personnifiée sous la forme d'un squelette voilé l'attend. On conserve de ce travail une esquisse (cf. ci-contre), auquel  le peintre travaille déjà en avril 1845 et qu'il abandonne en janvier 1846. Sept ans plus tard, il récupère la toile pour y composer Les Baigneuses.